# Kepr (pletenina)

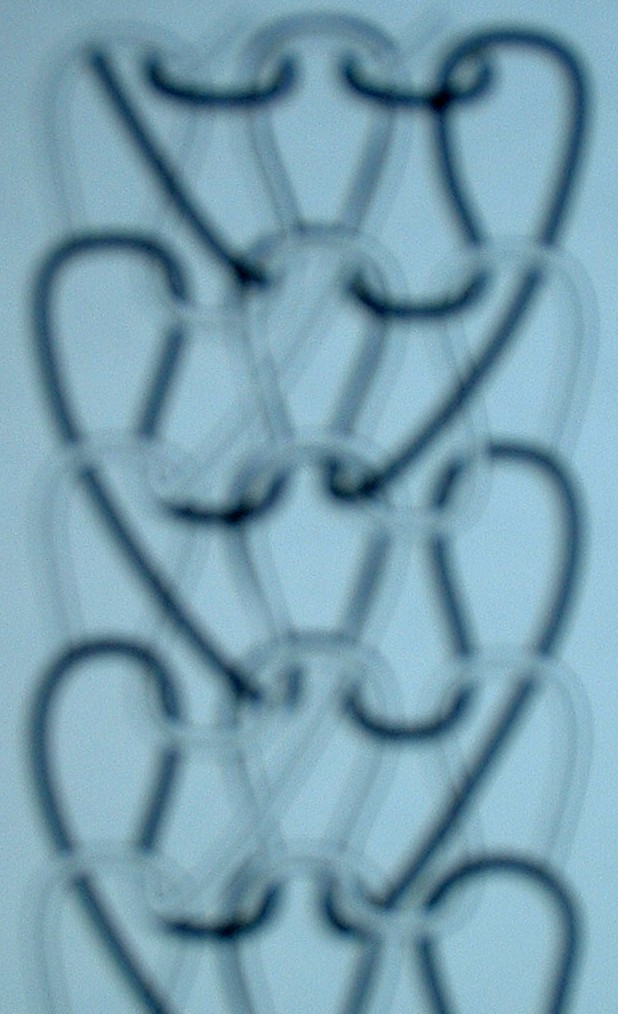
Otevřená keprová vazba (trikot přes dvě jehly)

Kepr je vazba osnovních pletenin, která vzniká kladením přes dvě jehly (posunem kladecího přístroje o dvě jehelní rozteče). 
Vznikají tak dvě očka vedle sebe s platinovými obloučky podobnými zátažným pleteninám a s rovnoběžnými sloupky. Kladení může být otevřené nebo uzavřené.
Keprové kladení se dá aplikovat na všechny základní vazby, takže vzniká např. dvoujehlový řetízek, tzv. keprová vazba (trikot přes dvě jehly), keprové sukno, keprový satén, samet nebo atlas. 
Pletenina s keprovou vazbou se obvykle vyrábí na strojích s jedním kladecím přístrojem.
Se dvěma kladecími přístroji se kombinuje například keprová vazba s trikotem. Tímto způsobem se často zpracovávají elastická příze – jeden kladecí přístroj vytváří trikotovou vazbu z elastické příze, zatímco do druhého přístroje je navléknutý hladký filament, který se zpracovává keprovou vazbou.